# На Хонджин
На Хонджи́н (кор. 나홍진, род. 1974) — южнокорейский режиссёр и сценарист. За свой дебютный фильм «Преследователь» (2008) получил награду «Большой колокол» и награду Korean Film Awards.
Его следующий фильм «Жёлтое море» (2010) участвовал в программе «Особый взгляд» Каннского кинофестиваля, а также получил премию Asian Film Awards за лучшую мужскую роль (Ха Чон У).

## Фильмография
| Год  | Фильм                          | Режиссёр | Сценарист | Продюсер | Примечания     |
| ---- | ------------------------------ | -------- | --------- | -------- | -------------- |
| 2003 | 5 минут                        | Да       | Да        | Да       |                |
| 2004 | River Side                     |          |           |          | оператор       |
| 2005 | Идеальное рыбное блюдо         | Да       | Да        |          | также звуковик |
| 2007 | Пот                            | Да       | Да        | Да       | также редактор |
| 2007 | Карнавал                       |          |           |          | актёр          |
| 2008 | Преследователь                 | Да       | Да        |          |                |
| 2010 | Жёлтое море                    | Да       | Да        |          |                |
| 2016 | Вопль                          | Да       | Да        |          |                |
| 2021 | Паранормальные явления. Медиум |          | Да        | Да       |                |
| 2026 | Надежда                        | Да       | Да        | Да       |                |